# 路易十四的情婦
《路易十四的情婦》（法語：Marquise）是一部1997年法國劇情片，由薇拉·貝蒙執導，苏菲·玛索、柏納·吉哈度和藍柏·威爾森主演。這部電影由吉恩-弗朗索瓦·若瑟林、薇拉·貝蒙、馬賽·柏里歐和傑拉德·莫爾迪亞編劇，讲述了一个舞者和女演员的故事，其原型是历史上的女演员马基斯-泰蕾兹·德戈拉，她从默默无闻中崛起，赢得了一些法国最著名者的青睐，包括莫里哀、让·拉辛和路易十四国王。她的事业得到了一个胖子喜剧演员的帮助，他爱上了她，娶了她，并把她带到了巴黎，开启了她的事业。尽管她与其他男人有亲密接触，但她的心里只为她那不可能的配偶保留了一个特殊的位置。该片以十七世纪的法国为背景，于1996年9月至12月在意大利伦巴第和艾米利亚-罗马涅取景拍摄。

## 剧情
当莫里哀的流动剧团的四名女演员寻找厕所时，莫里哀和他最好的朋友格罗-勒内看到马基斯在一群热切的男人面前跳舞。她的动作很有挑逗性，一场大雨淋湿了她的头发和衣服，使她的动作变得更加精彩。男人们为她的表演投币，这些硬币被马基斯的父亲装进了口袋。格罗-勒内立即爱上了马基斯。当一位年长的绅士与她发生关系时，格罗-勒内向她求婚，承诺如果她接受的话，她将登上巴黎的舞台，她也接受了。
尽管美丽的马基斯和秃顶的格罗-勒内是一对不可能的情侣，但他们的关系因他毫不怀疑的爱慕和她对等的感情而得以维持。虽然马基斯继续与其他男人睡觉，但她对丈夫的爱是不变的。马基斯接下来被正在崭露头角的剧作家拉辛所吸引，后者私下对她进行了“指导”。当路易十四禁演莫里哀的《偽君子》时，拉辛写了一个新的悲剧《昂朵马格》，马基斯在《昂朵马格》中的表演为她带来了赞誉。不幸的是，这些表演让马基斯付出了代价，并导致了一个悲剧性的结局。

## 制作
《路易十四的情婦》的拍攝地點位於意大利伦巴第大区曼托瓦的萨比奥内塔，以及意大利艾米利亚-罗马涅大区帕尔马的索拉尼亚。主體拍摄從1996年9月持續到12月底。皇家宮廷的場景在子爵城堡拍攝。

## 发行
《路易十四的情婦》於1997年8月20日在法國发行。這部電影於次月的1997年9月12日在美國上映，於1997年8月27日至9月6日在威尼斯國際電影節上映，1997年9月4日至13日在多倫多國際電影節上映，1997年11月1日至10日在東京國際電影節特別上映。